# Amegilla urens
Amegilla urens är en biart som först beskrevs av Cockerell 1911.  Amegilla urens ingår i släktet Amegilla och familjen långtungebin. Inga underarter finns listade i Catalogue of Life.